# Neuwiedia annamensis
Neuwiedia annamensis é uma espécie de orquídea terrestre, família Orchidaceae, que habita o sul do Vietnam.